# Eerste Klasse (Suriname)
La Eerste Klasse è la seconda divisione del Campionato surinamese di calcio. È organizzata dalla SVB, la federazione calcistica del Suriname.

## Albo d'oro
- 2007-2008:  Takdier Boys
- 2008-2009:  Jai Hanuman
- 2009-2010:  Kamal Dewaker
- 2010-2011:  Notch
- 2011-2012:  SNL
- 2012-2013:  Takdier Boys
- 2013-2014:  Bomastar